# حمودة القايد
حمودة القايد (مواليد سنة 1942، الدار البيضاء) سياسي مغربي ومحامي ودكتور في العلوم الاجتماعية وسوسيولوجيا التنمية.

## مسيرته
في عام 1995، حصل على الدكتوراه من جامعة السوربون باريس، حول موضوع الإدارة وتشغيل الشباب في المغرب.
عمل في وزارة الداخلية من 1972 إلى 1999. كان واليا على جهة الدار البيضاء الكبرى في الفترة من 1995 إلى 1998.